# سوفی هاردی
سوفی هاردی (فرانسوی: Sophie Hardy‎؛ زادهٔ ۴ اکتبر ۱۹۳۸) بازیگر اهل فرانسه است.
از فیلم‌هایی که وی در آنها نقش داشته‌است می‌توان به حمله روبات‌ها اشاره کرد.